# Liste der Baudenkmäler im Kölner Stadtteil Rodenkirchen
Die folgende Liste enthält die in der Denkmalliste ausgewiesenen Baudenkmäler auf dem Gebiet des Stadtteils Köln-Rodenkirchen, Stadtbezirk Köln-Rodenkirchen, Nordrhein-Westfalen.
Hinweis: Die Reihenfolge der Baudenkmäler in dieser Liste orientiert sich an den Straßennamen und ist alternativ nach Hausnummern, Denkmallistennummer oder Bezeichnung sortierbar.
Basis ist die offizielle Kölner Denkmalliste (Stand: 16. August 2012), die Baudenkmäler und Denkmalbereiche auflistet. Dabei kann es sich beispielsweise um Sakralbauten, Wohn- und Fachwerkhäuser, historische Gutshöfe und Adelsbauten, Industrieanlagen, Wegekreuze und andere Kleindenkmäler sowie Grabmale und Grabstätten, die eine besondere Bedeutung für die Geschichte Kölns haben, handeln. Grundlage für die Aufnahme in die offiziellen Denkmallisten ist das Denkmalschutzgesetz Nordrhein Westfalens.

| Bild                                    | Bezeichnung                                                                           | Lage                                                | Beschreibung | Bauzeit                          | Einge- tragen seit | Denk- mal- nr. |
| --------------------------------------- | ------------------------------------------------------------------------------------- | --------------------------------------------------- | --- | -------------------------------- | ------------------ | -------------- |
| Fotos hochladen                         | Kleindenkmal (Wegekreuz)                                                              | Rodenkirchen An den vier Linden o. Nr.              | |                                  | 1. Juli 1980       | 180            |
| Fotos hochladen                         | Wohnhaus                                                                              | Rodenkirchen Auenweg 13 Karte                       | |                                  | 19. August 1992    | 6588           |
| Fotos hochladen                         | Wohnhaus                                                                              | Rodenkirchen Auenweg 21 Karte                       | Architekt: Heinrich Reinhardt:97 |                                  | 25. November 1991  | 6296           |
| Fotos hochladen                         | Wohnhaus                                                                              | Rodenkirchen Auenweg 23 Karte                       | Architekt: Heinrich Reinhardt:97 |                                  | 25. November 1991  | 6297           |
| Fotos hochladen                         | Wohnhaus                                                                              | Rodenkirchen Auenweg 42 Karte                       | |                                  | 18. Juni 1991      | 6120           |
| Fotos hochladen                         | Wohnhaus                                                                              | Rodenkirchen Auenweg 44 Karte                       | |                                  | 18. Juni 1991      | 6121           |
| Fotos hochladen                         | Wohnhaus                                                                              | Rodenkirchen Auf dem Brand 1 Karte                  | |                                  | 18. November 1985  | 3321           |
| Fotos hochladen                         | Wohnhaus (ehem. Schule)                                                               | Rodenkirchen Auf dem Brand 3 Karte                  | |                                  | 22. März 1985      | 2846           |
| weitere Bilder Fotos hochladen          | Autobahnbrücke Köln-Rodenkirchen                                                      | Rodenkirchen Autobahnbrücke Köln-Rodenkirchen Karte | |                                  | 18. April 1996     | 7837           |
| Fotos hochladen                         | Wohnhaus (nur Fassade)                                                                | Rodenkirchen Barbarastr. 43 Karte                   | |                                  | 9. Januar 1985     | 2792           |
| Fotos hochladen                         | Wohnhaus                                                                              | Rodenkirchen Brückenstr. 42 Karte                   | Architekt: Edmund Bolten:100 | 1924:100                         | 6. August 1986     | 3688           |
| Fotos hochladen                         | Friedhof                                                                              | Rodenkirchen Frankstr. o. Nr.                       | Friedhof Frankstraße (Rodenkirchen alt) | 1854 ff.                         | 1. Juli 1980       | 190            |
| Fotos hochladen                         | Wohnhaus                                                                              | Rodenkirchen Friedenstr. 8                          | Erbaut von Ludwig Arntz | 1901                             | 4. September 1981  | 757            |
| Fotos hochladen                         | Wohnhaus                                                                              | Rodenkirchen Grimmelshausenstr. 23 Karte            | |                                  | 2. Dezember 1983   | 1914           |
| Fotos hochladen                         | Wohnhaus                                                                              | Rodenkirchen Grimmelshausenstr. 25 Karte            | Teil der Doppelvilla Grimmelshausenstraße 23/Uferstraße 20; mit Büroanbau von 1975/76                                                                                | 1910–1913:44                     | 7. März 1985       | 2814           |
| Direkt Bild zu diesem Denkmal hochladen | Grünanlagen                                                                           | Rodenkirchen Grüngürtelstr. o. Nr.                  | |                                  | 26. August 2003    | 8628           |
| weitere Bilder Fotos hochladen          | Wohnhaus                                                                              | Rodenkirchen Hauptstr. 11 Karte                     | burgartige „Villa Malta“ (urspr. „Villa Angonia“); Turm in Anlehnung an den Belfried der Yperner Tuchhallen gestaltet; im Innern u. a. griechische Tempelarchitektur | 1904–1905                        | 22. Oktober 1986   | 3938           |
| Fotos hochladen                         | Wohnhaus (ehem. Pfarrhaus)                                                            | Rodenkirchen Hauptstr. 17 Karte                     | Vikariegebäude; Architekt: Heinrich Krings:16 | 1898–1899                        | 16. Februar 1990   | 5502           |
| BW                                      | Kirche St. Maternus                                                                   | Rodenkirchen Hauptstr. 19 Karte                     | |                                  | 18. Januar 1982    | 915            |
| Fotos hochladen                         | Wohnhaus                                                                              | Rodenkirchen Hauptstr. 24 Karte                     | | 1923:97                          | 4. November 1986   | 3952           |
| Fotos hochladen                         | Wohnhaus                                                                              | Rodenkirchen Hauptstr. 30 Karte                     | |                                  | 1. Juli 1980       | 199            |
| Fotos hochladen                         | Wohnhaus                                                                              | Rodenkirchen Hauptstr. 32 Karte                     | |                                  | 25. November 1991  | 6300           |
| Fotos hochladen                         | Wohnhaus                                                                              | Rodenkirchen Hauptstr. 38 Karte                     | |                                  | 25. November 1991  | 6295           |
| Fotos hochladen                         | Wohn- und Geschäftshaus                                                               | Rodenkirchen Hauptstr. 67 Karte                     | |                                  | 4. November 1985   | 3305           |
| Fotos hochladen                         | Wohn- und Geschäftshaus                                                               | Rodenkirchen Hauptstr. 70 Karte                     | |                                  | 4. Dezember 1985   | 3356           |
| Fotos hochladen                         | Allee                                                                                 | Rodenkirchen Heinrich-Heine-Str. o. Nr. Karte       | |                                  | 1. Juli 1980       | 200            |
| Fotos hochladen                         | Wohnhaus                                                                              | Rodenkirchen Hermann-Löns-Str. 6 Karte              | |                                  | 31. Januar 1986    | 3427           |
| Fotos hochladen                         | Wohnhaus                                                                              | Rodenkirchen Im Park 2 Karte                        | Architekt: Hans Schumacher:290 f. | 1930:290 f.                      | 24. März 1987      | 4074           |
| Fotos hochladen                         | Wohnhaus                                                                              | Rodenkirchen Im Park 4 Karte                        | |                                  | 25. November 1991  | 6301           |
| BW                                      | Wohnhaus                                                                              | Rodenkirchen Im Park 8 Karte                        | Architekt: Hans Schumacher:295 f. | 1931:295 f.                      | 25. März 1985      | 2883           |
| weitere Bilder Fotos hochladen          | Wohnhaus                                                                              | Rodenkirchen Kirchstr. 13 Karte                     | Architekt: Franz Brantzky:21 | 1909–1910                        | 24. Februar 1986   | 3455           |
| Fotos hochladen                         | Wohn- und Geschäftshaus                                                               | Rodenkirchen Kirchstr. 15 Karte                     | |                                  | 28. April 1986     | 3572           |
| Fotos hochladen                         | Wohnhaus                                                                              | Rodenkirchen Lessingstr. 8 Karte                    | |                                  | 7. September 1990  | 5671           |
| BW                                      | Wohnhaus                                                                              | Rodenkirchen Maternusstr. 19 Karte                  | |                                  | 2. Dezember 1983   | 1917           |
| Fotos hochladen                         | Wohn- und Geschäftshaus                                                               | Rodenkirchen Maternusstr. 39 Karte                  | Architekt: Edmund Bolten | um 1914                          | 21. August 1998    | 8343           |
| BW                                      | Wohnhaus                                                                              | Rodenkirchen Mettfelder Str. 9 Karte                | | 1926–1927; 1929 (Erweiterung):97 | 27. September 1993 | 6924           |
| Direkt Bild zu diesem Denkmal hochladen | Wohnheime, Kinderheim, Schulgebäude und Grünanlage                                    | Rodenkirchen Michaelshoven o. Nr.                   | |                                  | 7. Mai 1992        | 6472           |
| Fotos hochladen                         | Wohnhaus                                                                              | Rodenkirchen Moltkestr. 1 Karte                     | Architekt: Otto Müller-Jena:36 |                                  | 23. April 1990     | 5562           |
| Fotos hochladen                         | Wohnhaus                                                                              | Rodenkirchen Moltkestr. 2 Karte                     | Architekt: Otto Müller-Jena:36 | 1912–1913                        | 19. Juni 1985      | 3007           |
| BW                                      | Wohnhaus                                                                              | Rodenkirchen Moltkestr. 3 Karte                     | |                                  | 27. November 1989  | 5393           |
| Fotos hochladen                         | Wohnhaus                                                                              | Rodenkirchen Moltkestr. 4 Karte                     | 1926 Anhebung wegen Hochwasserstandort:27 | 1913–1914                        | 13. Januar 1984    | 2011           |
| Fotos hochladen                         | Halbvilla                                                                             | Rodenkirchen Moltkestr. 5 Karte                     | |                                  | 22. November 1988  | 4739           |
| Direkt Bild zu diesem Denkmal hochladen | Motorschiff                                                                           | Rodenkirchen Motorschiff „Düsseldorf“ o. Nr.        | |                                  | 9. Oktober 1998    | 2              |
| BW                                      | Wohnhaus                                                                              | Rodenkirchen Rheinstr. 3 Karte                      | |                                  | 26. Oktober 1987   | 4317           |
| Fotos hochladen                         | Hofanlage Lennartzhof                                                                 | Rodenkirchen Römerstr. 85 Karte                     | |                                  | 1. Juli 1980       | 225            |
| Fotos hochladen                         | Kirche St. Joseph mit Gemeindebauten                                                  | Rodenkirchen Saarstr. 43–45 Karte                   | |                                  | 15. August 2001    | 8556           |
| BW                                      | Kleindenkmal (Wegekreuz)                                                              | Rodenkirchen Schillingsrotter Str. o. Nr. Karte     | |                                  | 1. Juli 1980       | 228            |
| Fotos hochladen                         | Kleindenkmal (Wegekreuz)                                                              | Rodenkirchen Schillingsrotter Str. o. Nr. Karte     | |                                  | 1. Juli 1980       | 229            |
| BW                                      | Restaurant Fährhaus                                                                   | Rodenkirchen Steinstr. 1 Karte                      | |                                  | 16. Oktober 1984   | 2707           |
| Fotos hochladen                         | Kirche Alt St. Maternus                                                               | Rodenkirchen Steinstr. 3                            | |                                  | 18. Januar 1982    | 938            |
| Fotos hochladen                         | Friedhof (neben Alt St. Maternus)                                                     | Rodenkirchen Steinstr. o. Nr.                       | |                                  | 14. Februar 1986   | 3434           |
| BW                                      | Wohnhaus                                                                              | Rodenkirchen Sürther Str. 1 Karte                   | einziger unverändert erhaltener Teil einer urspr. geplanten Villenkolonie:45                                                                                         | 1902–1903                        | 22. Juli 1999      | 8412           |
| BW                                      | Wohnhaus                                                                              | Rodenkirchen Sürther Str. 3 Karte                   | |                                  | 27. April 1999     | 8405           |
| Fotos hochladen                         | Wohnhäuser                                                                            | Rodenkirchen Sürther Str. 71, 73 Karte              | |                                  | 1. Juli 1980       | 234            |
| Fotos hochladen                         | Friedhof                                                                              | Rodenkirchen Sürther Str. o. Nr.                    | Friedhof Sürther Straße (Rodenkirchen neu) |                                  | 1. Juli 1980       | 233            |
| Fotos hochladen                         | Erzengel-Michael-Kirche u. Pfarrhaus, „Michaelshoven“                                 | Rodenkirchen Sürther Str. o. Nr.                    | |                                  | 18. Oktober 1985   | 3268           |
| Direkt Bild zu diesem Denkmal hochladen | Wohnheim, „Michaelshoven-Haus Thomas“                                                 | Rodenkirchen Sürther Str. o. Nr.                    | |                                  | 7. Mai 1992        | 6472           |
| Direkt Bild zu diesem Denkmal hochladen | Wohnheim, „Michaelshoven-Haus Ruth“                                                   | Rodenkirchen Sürther Str. o. Nr.                    | |                                  | 7. Mai 1992        | 6473           |
| Direkt Bild zu diesem Denkmal hochladen | Wohnheim, „Michaelshoven-Haus Markus“                                                 | Rodenkirchen Sürther Str. o. Nr.                    | |                                  | 7. Mai 1992        | 6474           |
| Direkt Bild zu diesem Denkmal hochladen | Schulgebäude (ursprgl. Wohnheim), „Michaelshoven-Haus Andreas“                        | Rodenkirchen Sürther Str. o. Nr.                    | |                                  | 7. Mai 1992        | 6475           |
| Direkt Bild zu diesem Denkmal hochladen | Kinderheim (ursprüngl. Säuglings- u. Mütterheim), „Michaelshoven-Gertrud-Bäumer-Haus“ | Rodenkirchen Sürther Str. o. Nr.                    | |                                  | 23. Juli 1992      | 6571           |
| Direkt Bild zu diesem Denkmal hochladen | Grünanlage, „Michaelshoven“                                                           | Rodenkirchen Sürther Str. o. Nr.                    | |                                  | 10. November 1995  | 7672           |
| Fotos hochladen                         | Wohnhaus                                                                              | Rodenkirchen Uferstr. 11 Karte                      | Architekt: Theodor Merrill | 1928–1929                        | 12. November 1998  | 8375           |
| Fotos hochladen                         | Wohnhaus                                                                              | Rodenkirchen Uferstr. 12 Karte                      | | 1906/07                          | 6. März 1992       | 6409           |
| Fotos hochladen                         | Wohnhaus                                                                              | Rodenkirchen Uferstr. 15 Karte                      | | 1908                             | 7. Oktober 1994    | 7240           |
| Fotos hochladen                         | Wohnhaus                                                                              | Rodenkirchen Uferstr. 23–24 Karte                   | |                                  | 19. Oktober 1982   | 1138           |
| weitere Bilder Fotos hochladen          | Villa                                                                                 | Rodenkirchen Uferstr. 29 Karte                      | in den 1950er-Jahren Residenz der iranischen Gesandtschaft/Botschaft                                                                                                 | 1912                             | 9. Januar 1990     | 5447           |
| Fotos hochladen                         | Wohnhaus                                                                              | Rodenkirchen Uferstr. 30 Karte                      | |                                  | 26. Februar 1986   | 3461           |
| Fotos hochladen                         | Wohnhaus                                                                              | Rodenkirchen Uferstr. 45 Karte                      | Architekt: Otto Müller-Jena:57 | 1921–1922:57                     | 4. Juli 1989       | 5110           |
| Fotos hochladen                         | Wohnhaus                                                                              | Rodenkirchen Uferstr. 47 Karte                      | Architekt: Edmund Bolten | 1921–1925                        | 7. November 1986   | 3960           |
| Fotos hochladen                         | Wohnhaus                                                                              | Rodenkirchen Uferstr. 48 Karte                      | | 1913–1914:45                     | 1. Dezember 1992   | 6693           |
| Fotos hochladen                         | Wohn- und Bürogebäude                                                                 | Rodenkirchen Walter-Flex-Str. 13 Karte              | |                                  | 24. Januar 2000    | 8438           |
| Fotos hochladen                         | Wohnhaus                                                                              | Rodenkirchen Walther-Rathenau-Str. 27 Karte         | |                                  | 9. September 1987  | 4270           |
| Fotos hochladen                         | Wohnhaus                                                                              | Rodenkirchen Walther-Rathenau-Str. 29 Karte         | Architekt: Hans Schumacher:291 f. | 1930:291 f.                      | 2. November 1989   | 5341           |
| weitere Bilder Fotos hochladen          | Kirche St. Joseph mit Gemeindebauten                                                  | Rodenkirchen Weißer Str. 64–64a                     | Architekten Dominikus Böhm und Gottfried Böhm | 1956                             | 15. August 2001    | 8556           |
| BW                                      | Wohnhaus                                                                              | Rodenkirchen Wilhelm-Leibl-Str. 3 Karte             | |                                  | 17. Januar 1997    | 8042           |